# Polissoir des Ormeaux
Le polissoir des Ormeaux est  situé à Avant-lès-Marcilly, dans le département français de l'Aube.

## Description
Le polissoir a été découvert en 1984 au sommet de la colline des Ormeaux puis déplacé. Contrairement à ce qu'indique le panneau touristique installé à proximité, il ne s'agit pas de la Pierre à Marguerite, menhir dessiné par J. Batillet au XIXe siècle et détruit depuis.
C'est un bloc de grès de 2,75 m de longueur sur 1,50 m de largeur et 0,87 m d'épaisseur. Il comporte 8 rainures, 2 cuvettes de polissage et peut-être une cuvette de meulage. La profondeur des rainures varie de 1 cm à 3,5 cm pour une longueur comprise entre 32 cm à 69 cm.